# Sally Ryan
Sarah "Sally" Tack Ryan (Nueva York, 13 de julio de 1916–Londres, 29 de junio de 1968), fue una artista y escultora estadounidense más conocida por el estilo de sus retrato y su vinculación con la Colección Garman Ryan.

## Biografía
Sally Ryan nació en la ciudad de Nueva York. Era hija de Allan Aloysius Ryan (1880-1940) y Sarah Tack Ryan, y hermana menor de Allan A. Ryan, Jr. 
Su abuelo Thomas Fortune Ryan, un exitoso empresario irlandés-estadounidense, había encargado un busto con su retrato a Rodin, ahora en la colección Tate de Londres.

## Trayectoria
La carrera artística de Sally Ryan comenzó en Canadá en 1933, con la exposición de su primera escultura en la Royal Canadian Academy of Arts de Toronto. Al año siguiente estudió con el escultor Jean Camus en París, donde obtuvo una 'mención de honor' en el Salón anual. En 1935 expuso en la Royal Academy of Arts de Londres. Ryan estuvo vinculada al poeta Ralph Gustafsson y al escultor Jacob Epstein. El estilo de este último le influyó notablemente.
En 1940, la obra de Ryan fue incluida en la Exposición Internacional de Escultura de Filadelfia, antes de su segunda exposición individual en Nueva York,  que se celebraría en el otoño siguiente.
Ryan usó gran parte de la herencia que recibió de su abuelo para crear una gran colección de arte junto a su amiga de toda la vida, Kathleen Garman. Algunas de sus obras se encuentran en la colección pública The New Art Gallery Walsall. 
Ryan murió de cáncer de garganta (epitelioma de células escamosas de laringe) en 1968. Falleció en el Hotel Dorchester de Londres, Inglaterra. Legó su colección de arte, además 50.000 dólares, a Kathleen Garman.